# 须浮鸥
须浮鸥（学名：Chlidonias hybrida），又名鬚浮鷗、黑腹浮鷗、灰翅浮鸥，为鸥科浮鸥属的鸟类。该物种的模式产地在俄罗斯。

## 分類
其屬名源自古希臘語 khelidonios，意為「像燕子一樣」，來自khelidon，意思是「燕子」。其特定名稱hybridus在拉丁語中意為hybrid。彼得·西蒙·帕拉斯曾認為它可能是白翅黑燕鷗和普通燕鷗的混種，並寫道「Sterna fissipes [Chlidonias leucopterus] et Hirundine [Sterna hirundo] natam」（大意：白翅黑燕鷗和普通燕鷗的雜交種）。

## 亚种
此鳥有多個地理品種，主要在大小和羽毛細節上有所不同。
- ：繁殖于非洲西北部和欧洲中部及南部至西伯利亚东南部、中国东部和南部至巴基斯坦和印度北部；越冬于非洲和亚洲南部及东南部至泰国-马来半岛、苏拉威西岛和菲律宾。
- ：分布于东部和南部非洲，以及马达加斯加。
- ：繁殖于澳大利亚；越冬于澳大利亚北部至新几内亚、巽他群岛和菲律宾一带。[4]

C. h. hybrida分布於歐洲和古北界的溫暖地區（從西北非、中歐和南歐到東南西伯利亞、華東和向南至巴基斯坦和北印度）。嘴較小、羽色較深的C. h. delalandii分布於東非和南非，而顏色較淡的C. h. javanicus則分布於爪哇到澳大利亞。
熱帶地區的品種為留鳥，但歐洲和亞洲的鳥類會過冬遷徙到非洲和印度次大陸。2021年4月，在印度泰米爾納德邦甘尼亞古馬里縣的Manakudi鳥類保護區，發現了一隻被標記的黑腹燕鷗。
這種鳥類在內陸沼澤區的聚落繁殖，有時會在紅嘴鷗的群體中繁殖，以獲得一定的保護。其學名來源於其與白色燕鷗屬（Sterna）鷗類和黑浮鷗外貌上的相似之處，儘管它是最大的浮鷗。

## 描述
须浮鸥体重约83.67克，翼长约231.8毫米，嘴峰长约35毫米，喙宽度约4.3毫米，喙厚度约7.5毫米，跗蹠长约23毫米，尾长约85.8毫米。
黑腹燕鷗的體型、黑色頭冠、強壯的嘴（雄鳥29–34毫米，雌鳥25–27毫米且較短，有明顯的下顎脊）及其較強的飛行力讓人聯想到普通或北極燕鷗，但其短而呈叉狀的尾部及上、下體的深灰色繁殖羽色則是典型的浮鷗特徵。夏季成鳥有白色的臉頰和紅色的腿與嘴。幼鳥的頭頂上有白色斑點，後頂冠更均勻地呈黑色，而冬季成鳥的後頂冠也有白色斑點。黑色的耳覆羽與後頂冠的黑色相連，上方區域斑駁的白色使得黑色部分呈現出C形的帶狀。頸側為白色，有時會延續到後頸。領圈邊緣不太明顯。全年背部呈淺灰色。幼鳥的肩羽有變色斑，背部和肩羽的羽毛為深棕色，邊緣顯著且帶有寬的淺黃色邊緣，常有亞端淺黃色的橫紋或中心。在秋季初期，背部通常會混雜著新的灰色羽毛。成鳥的背部為銀灰色。
其叫聲具有特徵性krekk。
冬季時，額頭變白，身體羽毛變得淺灰色。幼鳥黑腹燕鷗的背部呈薑黃色，其他部分則類似於冬季成鳥。第一個冬季的羽毛是幼鳥與冬季成鳥之間的過渡，背部帶有薑黃色斑塊。
黑腹燕鷗以小魚、兩棲動物、昆蟲和甲殼類動物為食。

## 圖庫

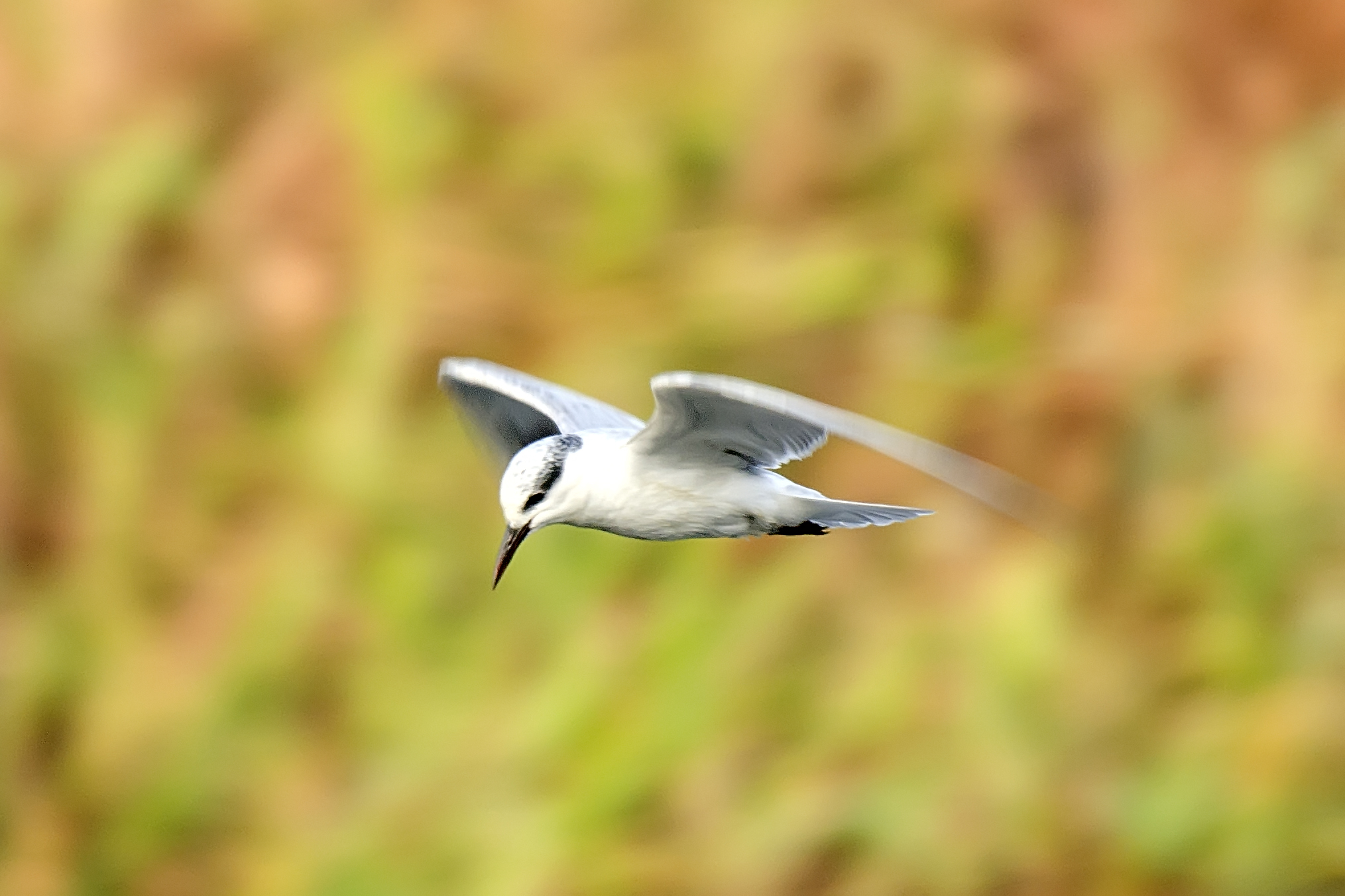
C. h. hybrida, 非繁殖羽
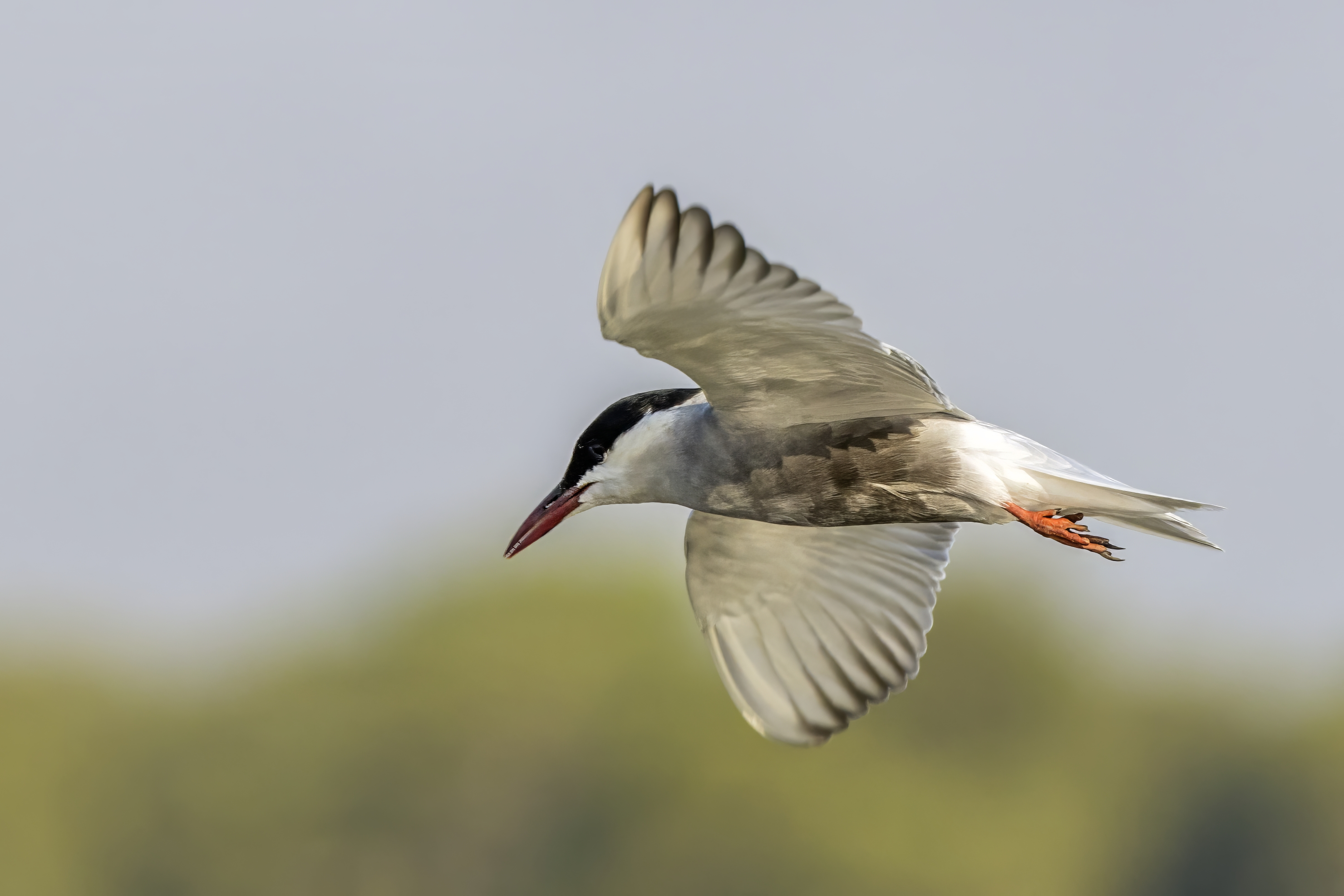
C. h. javanicus, 繁殖羽
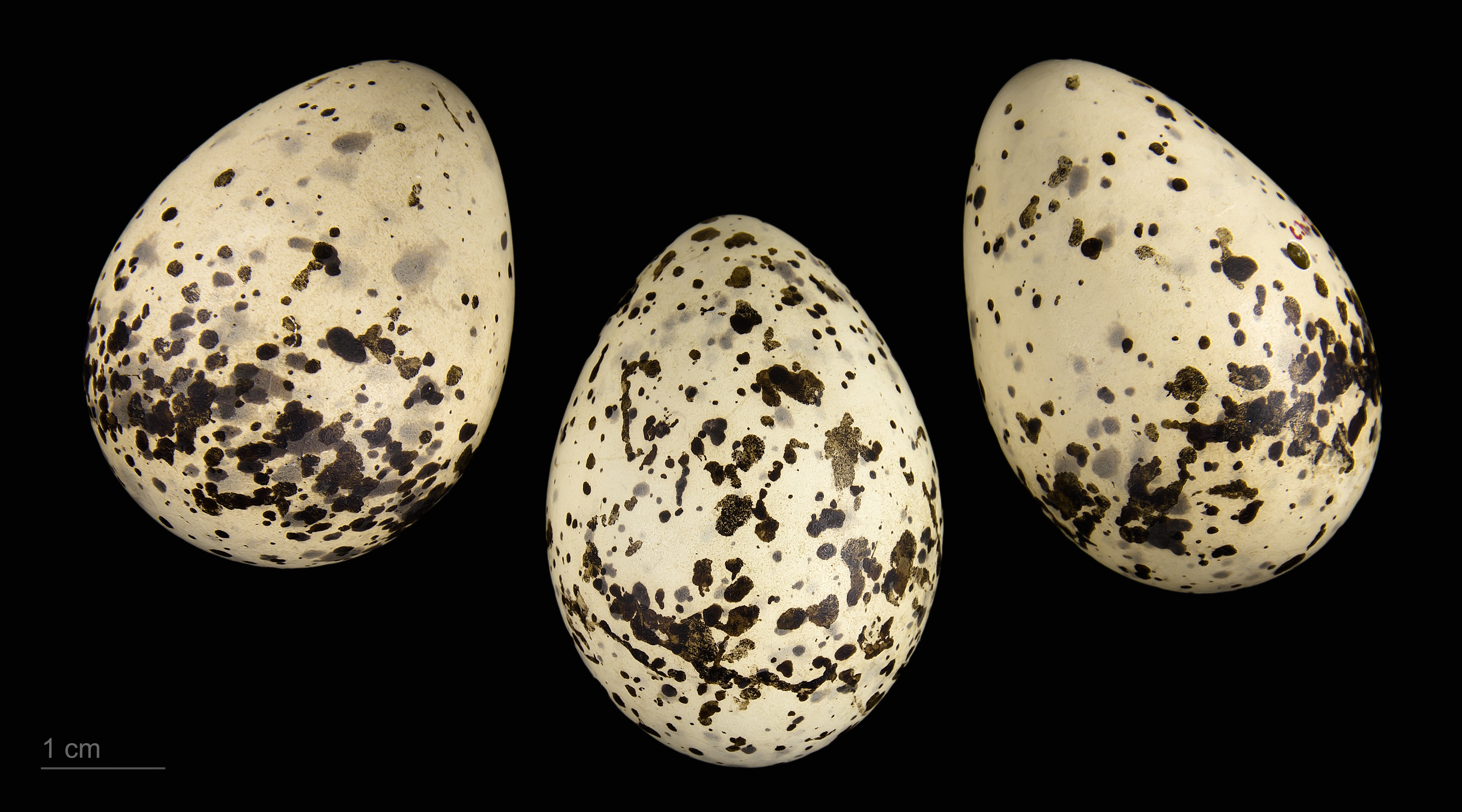
蛋 Chlidonias hybrida